# Chanonry Lighthouse
Das Chanonry Lighthouse, deutsch Chanonry-Leuchtturm, ist ein Leuchtturm auf dem Kap Chanonry Point nahe der schottischen Ortschaft Fortrose in der Council Area Highland. 1971 wurde der Leuchtturm in den schottischen Denkmallisten in der höchsten Denkmalkategorie A aufgenommen.

## Geschichte
Bereits 1834 und abermals 1837 wurde der Vorschlag zur Errichtung eines Leuchtfeuers am Chanonry Point eingebracht. Die Entscheidungsfindung der britischen Leuchtfeuerverwaltung Trinity House dauerte jedoch bis Juli 1843 an. Der Leuchtturm wurde nach einem Entwurf Alan Stevensons errichtet und am 15. Mai 1846 in Betrieb genommen. Die Gesamtkosten beliefen sich auf 3570 £. Der Betrieb wurde von einer einzelnen Person überwacht, zu deren Aufgaben auch die Kontrolle der Bojen der umgebenden Gewässern zählte. 1984 wurde die Einrichtung automatisiert.

## Beschreibung
Das Chanonry Lighthouse steht am Kap Chanonry Point, das zusammen mit dem gegenüberliegenden Kap um Fort George den Moray Firth einschnürt und den inneren Moray Firth abgrenzt. Die Ortschaften Fortrose und Rosemarkie befinden sich jeweils rund zwei Kilometer nordwestlich.
Die Gesamtanlage weist deutliche Parallelen zum Cromarty Lighthouse auf, das Stevenson im selben Jahr in Cromarty fertigstellte. Hierzu zählt auch die mit Motiven aus dem ägyptischen Klassizismus ausgeführten Leuchtturmwärterbehausung. Die Hauptfassade dieses eingeschossigen Gebäudes ist fünf Achsen weit, wobei die äußeren Achsen niedriger ausgeführt sind. Von seinem Flachdach ragen zwei Kamine im Stile eines Pylons auf. Es sind 16-teilige Sprossenfenster eingesetzt. Der gedrungene Rundturm ist 13 Meter hoch. Seine aufsitzende Laterne mit der Optik ist mit Kragen mit umlaufender gusseiserner Brüstung ausgeführt. Am Fuße ist ein eingeschossiger Bau halbrund um die Basis geführt. Das Eingangsportal an der Nordwestseite ist durch ein Gesims bekrönt.
Das Feuer in einer Höhe von zwölf Metern gibt im Turnus von sechs Sekunden einen weißen Blitz ab. Seine Tragweite beträgt 15 Seemeilen (28 Kilometer).

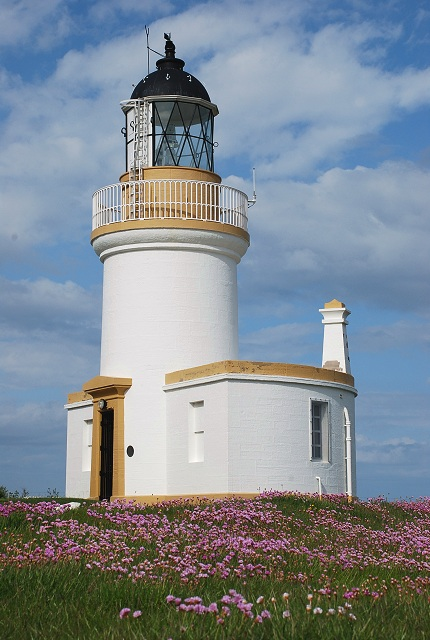
Turm von Südwesten
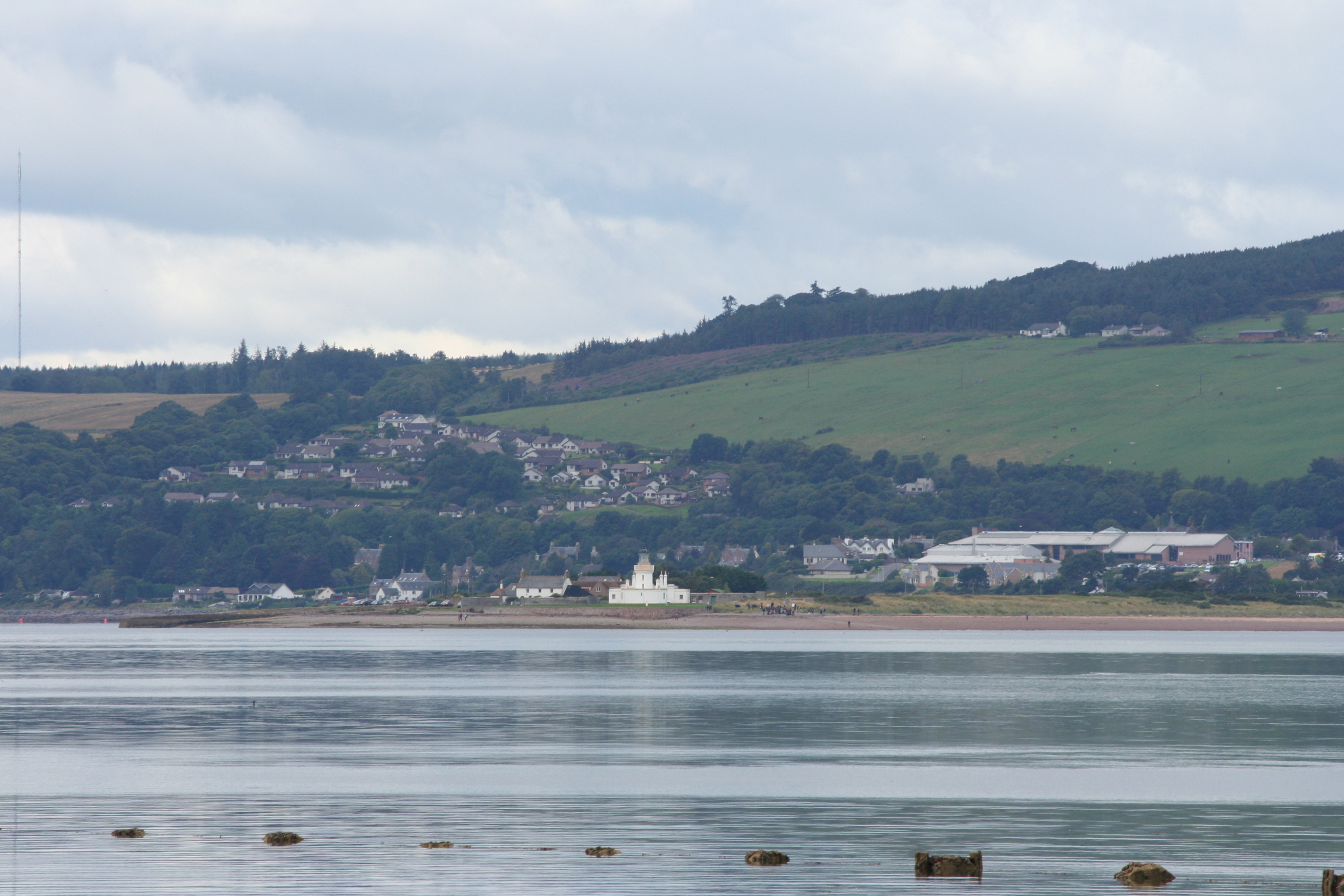
Blick von Ardersier am gegenüberliegenden Ufer